# Потрійний кордон (фільм)
«Потрійний кордон» (англ. Triple Frontier) — американський пригодницький бойовик 2019 року режисера Джея Сі Чандора, знятий за його сценарієм, написаним у співавторстві з Марком Боалом. Бен Аффлек, Оскар Айзек, Чарлі Ганнем, Гаррет Гедлунд і Педро Паскаль зіграли колишніх солдатів «Дельти», які знову об'єдналися, щоб спланувати пограбування південноамериканського кримінального авторитета.
Фільм вийшов за сприяння компанії Netflix у вибраних кінотеатрах 6 березня 2019 року, 13 березня 2019 року стрічка стала доступною на потоковому сервісі.

## Сюжет
Сантьяго «Папа» Гарсія працює приватним військовим радником по боротьбі з наркотиками у Колумбії. Під час свого перебування там інформатор Йованна просить про допомогу покинути країну разом з братом в обмін на інформацію про місце знаходження наркобарона Лореа.
Йованна каже Папі, що Лореа живе в будинку в джунглях, якому заховані усі його гроші. Папа повертається до Штатів, щоб зібрати команду зі своїх старих друзів з «Дельти»: рієлтор Том Девіс, мотиваційний оратор Вільям Міллер, його брат, боєць змішаний бойових мистецтв, Бен Міллер та колишній пілот Франциско Моралес для пограбування Лореа під прикриттям роботи в уряді Колумбії. Вони переконують Папу вкрасти гроші для себе.
Прагнучи мінімізувати жертви, група розробляє план нападу на будинок під час перебування всієї сім'ї наркобарона у церкві. Вони спокійно знешкоджують охоронців, не вбивши їх, але не можуть знайти Лореа та гроші. Папа здогадується, що гроші заховані у стінах, і команда починає набивати ними сумки. Їх виявляється набагато більше, ніж вони очікували, і вони починають брати більше. Це збиває їх з графіку, що насторожує команду. Завантаживши сумки, вони роблять останню перевірку території.
Лореа несподівано стріляє з таємної кімнати та ранить Міллера, Папа вбиває наркобарона. Через поранення команда забарилася, за цей час кілька охоронців отямлюються. Їх вивозять, а будинок підпалюють. Вони втікають в автомобілі на якому поверталась сім'я з церкви. Команда зустрічається з Йованною та братом з 250 мільйонами доларів, а потім зі старим другом Міллера, який забезпечив їх вертольотом Мі-8МТВ-1, щоб дістатися до катера, на якому вони покинуть Південну Америку. Моралес починає сумніватися, що вертоліт зможе утримати вагу всіх грошей на великих висотах, оскільки вони повинні перетнути Анди. Не бажаючи залишати після себе ні копійки, Девіс примушує летіти з потягом. Вони перевозять Йованну в Перу разом з братом. Девіс сильно сумнівається, що брат з сестрою триматимуть у таємниці інформацію про пограбування. Папа залишає Йованна з братом з частиною викрадених грошей та візами до Сіднея, Австралія, та закликає їх якнайшвидше покинути Південну Америку, щоб не потрапити в руки картелю. Після відльоту Девіс починає стверджувати, що Йованна брехала, тому необхідно було вбити її. Зациклений на грошах Девіс дедалі більше стає готовим порушувати правила та втекти з усією сумою.
Під час перельоту Анд коробка передач починає виходити з ладу через перенавантаження, вертоліт починає швидко опускатися. Позбувшись частини вантажу, пілот здійснює аварійну посадку. Девіс і Гарсія намагаються повернути сумку з грошима, яка впала на кокаїнову плантацію. Їхні спроби мирно повернути її зазнають невдачі через гарячу конфронтацію, оскільки фермери помилково приймають групу за членів Управління по боротьбі з наркотиками, тому вважають ворогами, до того ж вони помічають інших членів озброєної групи, які ховалися в кущах. Девіс вбиває з пістолета одного з розлючених фермерів з мачете, а потім ще кількох, спонукаючи інших селян відійти від сумки. Поки Фрациско, Вільям і Бен готують мулів для перевезення вантажу, Папа та Девіс компенсують грошима вбивство старості села. Після досягнення домовленості вони продовжують свій шлях. Зрештою, мулів відпускають, як тільки місцевість стає надто небезпечною.
Під час спуску з гори відбувається перестрілка з двома жителями села, які прагнули помсти за смерть своїх членів сімей. Девіс схоплює одного з них, але інший селянин вбиває його. Папа влучно стріляє в іншого переслідувача. Він наполягає, що сім'я Девіса та вони самі заслуговують грошей. Вони прямують до океану з сумками та тілом товариша.
Бен проходить вперед і дізнається, що човен все ще чекає на них, але в селі озброєні підлітки прагнуть помститися їм. Плануючи як дістатися човна, група зрозуміла, що пожертвували всім, у що вірять, заради грошей. Частину грошей вони кидають в яр, оскільки не зможуть донести усе. Їхній автомобіль помічають підлітки. Відбувається автомобільна гонитва, але команді вдається дістатися човна з п'ятьма мільйонами доларів і тілом Девіса.
Адвокат надає документи за якими кошти на офшорному рахунку в Сент-Джонсі мають розподілити порівну між членами команди та сімейним трастом Девіса. Однак чоловіки, відчуваючи провину за смерть, віддають свої частини родині. Усі йдуть своїм шляхом. Папа планує знайти Йованну в Австралії. Вільям дає йому аркуш з координатами в Перу, де вони залишили гроші.

## У ролях
| Актор              | Роль                  |
| ------------------ | --------------------- |
| Бен Аффлек         | Том Девіс             |
| Оскар Айзек        | Сантьяго Гарсія       |
| Чарлі Ганнем       | Вільям Міллер         |
| Ґаррет Гедлунд     | Бен Міллер            |
| Педро Паскаль      | Франциско Моралес     |
| Адріа Архона       | Йованна               |
| Рейнальдо Гальєгос | Габріель Мартін Лореа |

## Український дубляж
- Роман Чорний — Поуп
- Андрій Твердак — Редфлай
- Павло Голов — Айронхед
- Роман Молодій — Бен
- Петро Сова — Кетфіш
- Наталія Романько-Кисельова — Йованна
- А також: Роман Солошенко, В'ячеслав Дудко, Віталій Ізмалков, Людмила Чіркова, Аліна Проценко, Кристина Вижу

Фільм дубльовано студією «Postmodern» на замовлення компанії «Netflix» у 2021 році.
- Режисер дубляжу — Євгеній Сардаров
- Перекладач — Олексій Зражевський
- Звукооператор — Богдан Єрьоменко
- Спеціаліст зі зведення звуку — Генадій Алексєєв
- Менеджер проєкту — Валерія Антонова

## Виробництво
У жовтні 2010 року Том Генкс і Джонні Депп розпочали переговори, щоб приєднатися до акторського складу фільму, режисером якого стала Кетрін Біґелоу за сценарієм Марка Боала, знімання було заплановане на початок 2011 року. У листопаді 2010 року Генкс офіційно покинув проєкт. Виробництво відстало, і в червні 2015 року було оголошено, що Джей Сі Шандор веде переговори про місце режисера фільму для Paramount Pictures, водночас Біґелоу залишила проєкт, тому що хотіла зосередитись на своєму фільмі про Боу Бергдаля (врешті-решт відмовилася на користь «Детройта»). І Генкс, і Вілл Сміт вели переговори про головні ролі. Продюсерами стрічки з назвою «Сплячі пси» стали Ровен і Алекс Гартнер від Atlas Entertainment. У вересні 2015 року Шандор офіційно очолив фільм. 20 січня 2016 року повідомлялося, що Депп знову був на ранніх стадіях переговорів про участь у фільмі, тоді як Генкс ще не був затверджений, а Сміт залишив проєкт через несумісність знімання з «Прихованою красою».
У січні 2017 року повідомлялося, що Ченнінг Тейтум і Том Гарді ведуть переговори щодо ролей у фільмі, а Депп і Генкс більше не беруть участь. У лютому 2017 року Магершала Алі, Тейтум і Гарді приєдналася до акторського складу. За місяць до початку зйомок, 12 квітня 2017 року, повідомлялося, що кінокомпанія Paramount відмовилась від проєкту, а Татум і Гарді більше не будуть частиною акторського складу, а Алі та Адріа Архона все ще беруть участь.
1 травня 2017 року повідомлялося, що Netflix веде переговори про придбання прав на фільм, Бен Аффлек і Кейсі Аффлек ведуть переговори про ролі Гарді та Тейтума, а Алі та Архона залишилися в проєкті. На початку липня 2017 року Бен Аффлек покинув фільм з особистих причин. 26 липня 2017 року повідомлялося, що Марк Волберг веде переговори, щоб замінити Аффлека, Чарлі Ганнем, Гаррет Гедлунд, Педро Паскаль, Архона беруть участь у проєкті. Основне виробництво було розпочато у серпні 2017 року на Гаваях та Колумбії.
19 березня 2018 року було оголошено, що основне виробництво «Потрійного кордону» розпочнеться 26 березня 2018 року в Оаху, Гаваї. Бен Аффлек повернувся до своєї ролі, з основним акторським складом: Оскар Айзек, Чарлі Ганнем, Гаррет Гедлунд, Педро Паскаль й Адріана Архона. Алі був вимушений відмовитися від проєкту через затримку виробництва.
Назва фільму «Потрійний кордон» належить до однойменної області.
Disasterpeace написав музику до стрічки. Саундтрек вийшов за сприяння компанії Milan Records.

## Випуск
Світова прем'єра відбулась 3 березня 2019 року у Нью-Йорку. Він вийшов у вибраних кінотеатрах 6 березня, 13 березня — на Netflix. 16 квітня 2019 року Netflix оголосив, що протягом першого місяця фільм переглянули понад 52 мільйони глядачів на його сервісі. 5 липня 2019 року Netflix оголосив, що фільм переглянули понад 63 мільйонів глядачів з моменту виходу його на сервісі.

## Критика
На сайті Rotten Tomatoes фільм має рейтинг схвалення 72 % на основі 121 огляду, із середньою оцінкою 6,41 / 10. У критичному консенсусі зазначено: «Видатний акторський склад й амбітна історія допомагає „Потрійному кордону“ подолати шорстку розповідь — і підняти кінцевий результат над переповненим полем похмурих і жартівливих трилерів». Стрічка посіла четверте місце списку «Кращих бойовиків 2019 року» на Rotten Tomatoes. На Metacritic середньозважена оцінка становить 61 зі 100, на основі 25 відгуків критиків, що свідчить про «загалом сприятливі відгуки».